# Paweł Jagła
Paweł Jagła (ur. 13 kwietnia 1967 w Poznaniu) – polski artysta fotograf. Członek rzeczywisty i Artysta Fotoklubu Rzeczypospolitej Polskiej Stowarzyszenia Twórców (AFRP).

## Życiorys
Paweł Jagła związany z poznańskim środowiskiem fotograficznym – mieszka i pracuje w Poznaniu. Fotografuje od początku lat 90. XX wieku – artystycznie od 2002 roku. Jako fotograf współpracuje z licznymi firmami – wykonując zdjęcia do katalogów, folderów, kalendarzy (Baby Style, Dom książki, Doramafi).  
Paweł Jagła jest autorem i współautorem wielu wystaw fotograficznych; indywidualnych, zbiorowych, poplenerowych oraz pokonkursowych. Jest aktywnym uczestnikiem wielu konkursów fotograficznych; krajowych i międzynarodowych oraz wystaw pokonkursowych – na których otrzymał wiele akceptacji, medali, nagród, wyróżnień, dyplomów, listów gratulacyjnych. Między innymi jest laureatem Nagrody Specjalnej miesięcznika Fotografia Cyfrowa (2006), trzykrotnym laureatem I Nagrody w konkursie fotograficznym firmy Inktec, dwukrotnym laureatem II Nagrody w konkursie firmy Fotoguelle, laureatem III nagrody w XVIII Krajowym Salonie Fotografii Artystycznej w Żarach (2008), trzykrotnym laureatem konkursu magazynu fotograficznego Foto – Słodko Gorzko i wielu innych.  
Paweł Jagła w 2007 roku został przyjęty w poczet członków Fotoklubu Rzeczypospolitej Polskiej Stowarzyszenia Twórców. Decyzją Komisji Kwalifikacji Zawodowych Fotoklubu RP, otrzymał dyplom potwierdzający kwalifikacje do wykonywania zawodu artysty fotografa, fotografika (legitymacja nr 232). 

## Wystawy indywidualne
| Lp. | Tytuł wystawy        | Miejsce                           | Data | Miejscowość |
| --- | -------------------- | --------------------------------- | ---- | ----------- |
| 1   | Mirage               | Galerai MM                        | 2007 | Poznań      |
| 2   | Mirage               | Centrum medyczne LIM Stary Browar | 2007 | Poznań      |
| 3   | Wspomnienie z Djerby | Centrum medyczne LIM Stary Browar | 2008 | Poznań      |

Źródło

## Nagrody
- Złoty Medal „Za Fotograficzną Twórczość” (2005)[9]
- Srebrny Medal „Za Fotograficzną Twórczość” (2006)[5]
- Brązowy Medal „Za Fotograficzną Twórczość” (2007)
- Złota Plakieta Foto Odlot (2007)
- Złota Plakieta Foto Odlot (2011)[7]

Źródło

## Wystawy zbiorowe
| Lp. | Tytuł wystawy                                        | Miejsce                         | Data | Miejscowość |
| --- | ---------------------------------------------------- | ------------------------------- | ---- | ----------- |
| 1   | To jest życie                                        | Galeria 78                      | 2004 | Gdynia      |
| 2   | Zdjęcie miesiąca – przestrzeń wyobraźni              | Galeria Fotoplastykon           | 2004 | Poznań      |
| 3   | Zdjęcie miesiąca – przestrzeń wyobraźni              | Galeria Fotoplastykon           | 2005 | Poznań      |
| 4   | Portret                                              | Trzcianecki Dom Kultury         | 2005 | Trzcianka   |
| 5   | Martwa natura w fotografii                           | Miejska Galeria Sztuki          | 2005 | Częstochowa |
| 6   | Dziecko                                              | Wojewódzka Biblioteka Publiczna | 2005 | Poznań      |
| 7   | Portret                                              | Miejski Dom Kultury             | 2005 | Koło        |
| 8   | Portret                                              | Miejski Dom Kultury             | 2006 | Koło        |
| 9   | Zdjęcie miesiąca – przestrzeń wyobraźni              | Galeria Fotoplastykon           | 2006 | Poznań      |
| 10  | Krajowy Salon Fotografii Artystycznej                | Żarski Dom Kultury              | 2006 | Żary        |
| 11  | Foto Odlot                                           | Wojewódzki Dom Kultury          | 2006 | Rzeszów     |
| 12  | Ogólnopolskie Biennale Fotografii - Kochać człowieka | Oświęcimskie Centrum Kultury    | 2006 | Oświęcim    |
| 13  | Cyberfoto                                            | Regionalny Ośrodek Kultury      | 2006 | Częstochowa |
| 14  | Cyberfoto                                            | Regionalny Ośrodek Kultury      | 2007 | Częstochowa |
| 15  | Portret                                              | Miejski Dom Kultury             | 2007 | Koło        |

Źródło